# 黄杞
黄杞（学名：Engelhardtia roxburghiana）为胡桃科黄杞属下的一个种。别名：黄榉、三麻柳。

## 扩展阅读
- 維基物種上的相關：黄杞